# G. Willow Wilson
G. Willow Wilson, pseudonimo di Gwendolyn Willow Wilson (contea di Monmouth, 31 agosto 1982), è una fumettista e scrittrice statunitense.
Le sue opere in prosa più famose includono i romanzi Alif the Unseen e The Bird King. È nota soprattutto per aver rilanciato la testata Ms. Marvel per la Marvel Comics con protagonista una supereroina musulmana di 16 anni di nome Kamala Khan. Il suo lavoro è spesso classificato nell'ambito del realismo magico.

## Biografia

### Primi anni di vita
Wilson nacque il 31 agosto 1982 nella contea di Monmouth, nel New Jersey e crebbe a Morganville. Wilson visse nella contea fino all'età di 12 anni. Tuttavia, in un'intervista a Newsarama nel 2013, dichiarò di essere nata nella contea di Morris e di aver trascorso lì i primi dieci anni della sua vita. I suoi genitori erano atei che avevano abbandonato il protestantesimo alla fine degli anni '60, perciò Wilson non crebbe in una famiglia religiosa. Wilson s'imbatté per la prima volta nei fumetti quando lesse in quinta elementare un opuscolo contro il fumo con protagonisti gli X-Men. I personaggi la affascinarono e iniziò a seguirne il cartone animato Insuperabili X-Men ogni sabato. Due anni dopo lei e la sua famiglia si trasferirono a Boulder, in Colorado, dove Wilson continuò a coltivare il suo interesse per i fumetti e altre forme di cultura di massa come i giochi di ruolo da tavolo.

### Conversione all'Islam
Dopo la scuola superiore, Wilson frequentò la Boston University per conseguire una laurea in Storia. Durante il suo secondo anno, Wilson iniziò ad avere problemi surrenali e il disagio associato la portò a studiare un certo numero di religioni, tra cui buddismo, ebraismo, cristianesimo e islam. Dopo aver studiato l'ebraismo, si concentrò sull'islam, che l'attraeva perché "diventare musulmana è una specie di patto tra te e Dio". L'attacco terroristico dell'11 settembre provocò una battuta d'arresto ai suoi studi religiosi, temendo che avesse giudicato male la religione, ma in seguito ne riprese gli studi.
Nel 2003, poco prima della laurea, Wilson accettò di insegnare inglese al Cairo. Durante il viaggio in aereo, Wilson si convertì all'Islam; affermando che "ho fatto pace con Dio. L'ho chiamato Allah". Secondo Butterfly Mosque, all'arrivo al Cairo, Wilson praticava segretamente l'islam, ma dopo essersi fidanzata con un egiziano iniziò a praticarlo più apertamente. Lei e la sua coinquilina risiedevano a Tura, un distretto del Cairo, in Egitto. La coppia incontrò un insegnante di fisica di nome Omar che si offrì di portarle in giro e fungere da guida culturale. Mesi dopo, Wilson e Omar si fidanzarono. Successivamente, si trasferì con lui negli Stati Uniti; Wilson  tornò alla sua carriera di scrittrice e Omar diventò un avvocato per i rifugiati.

### Carriera
La carriera di scrittrice di Wilson iniziò dal suo lavoro come critico musicale freelance per DigBoston. Dopo essersi trasferita al Cairo, pubblicò articoli su Atlantic Monthly, New York Times Magazine e National Post. Fu anche una collaboratrice regolare del settimanale dell'opposizione egiziana Cairo Magazine. Wilson fu la prima giornalista occidentale a ottenere un'intervista privata con Ali Gomaa dopo la sua promozione alla carica di Gran Mufti d'Egitto. Inoltre, Wilson pubblicò un libro di memorie intitolato The Butterfly Mosque sulla vita in Egitto durante il regime di Mubarak, che fu candidato come miglior libro del 2010 dal Seattle Times.

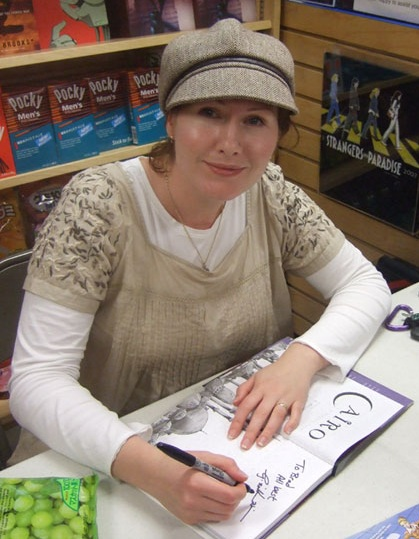
Willow nel 2009, mentre autografa una copia di Cairo

Il suo primo graphic novel, Cairo, con i disegni di M.K. Perker, fu pubblicato da Vertigo nel 2007 e fu candidato come uno dei migliori romanzi grafici del 2007 da Publishers Weekly, The Edmonton Journal / CanWest News e Comics Worth Reading. L'edizione tascabile di Cairo fu candidata come una delle migliori graphic novel per studenti delle scuole superiori nel 2008 da School Library Journal e una delle prime dieci graphic novel per adolescenti del 2009 dall'American Library Association.
La sua prima serie regolare a fumetti, Air, lanciata da Vertigo nel 2008 la riunì a Perker, e fu nominata per un Eisner Award come "Best New Series" ("Miglior nuova serie") del 2009. NPR nominò Air tra i migliori fumetti del 2009, e l'opera ricevette consensi da Fairfield Weekly, Comic Book Resources, Marie Claire, e Library Journal. Altri lavori per la DC Comics comprendono fill-in di Superman, la miniserie in cinque numeri Vixen: Return of the Lion, con protagonista il membro della Justice League Vixen con disegni di CAFU, e The Outsiders.
Wilson sceneggiò poi Mystic (2011), una miniserie in quattro numeri per Marvel Comics con disegni di David Lopez. Sebbene fosse un revival del fumetto CrossGen, il Mystic di Willow ha poche somiglianze con la sua precedente incarnazione.
Il suo romanzo d'esordio Alif the Unseen (Grove/Atlantic) vinse il World Fantasy Award 2013 come miglior romanzo.
Nel 2014, la Marvel pubblicò una nuova serie di Ms. Marvel scritta da Wilson. Il fumetto ha come protagonista Kamala Khan, un'adolescente musulmana che vive a Jersey City, nel New Jersey, che assume il ruolo di protagonista dopo che la precedente Ms. Marvel, Carol Danvers, ha assunto il nome di Captain Marvel.
Nel novembre 2018, Wilson iniziò a scrivere Wonder Woman per la DC Comics. Il personaggio combatte con Ares in un arco narrativo intitolato "The Just War".
Il suo romanzo del marzo 2019, The Bird King, racconta la storia di Fatima, una concubina alla corte reale di Granada, l'ultimo emirato della Spagna musulmana, e del suo più caro amico Hassan, il cartografo del palazzo. Hassan ha un segreto: può disegnare mappe di luoghi che non ha mai visto e piegare la forma della realtà.
Nel 2020 scrisseThe Dreaming della DC Comics, con disegni di Nick Robles, a partire dal numero 19. La serie fa parte del Sandman Universe.

#### Creazione di Kamala Khan

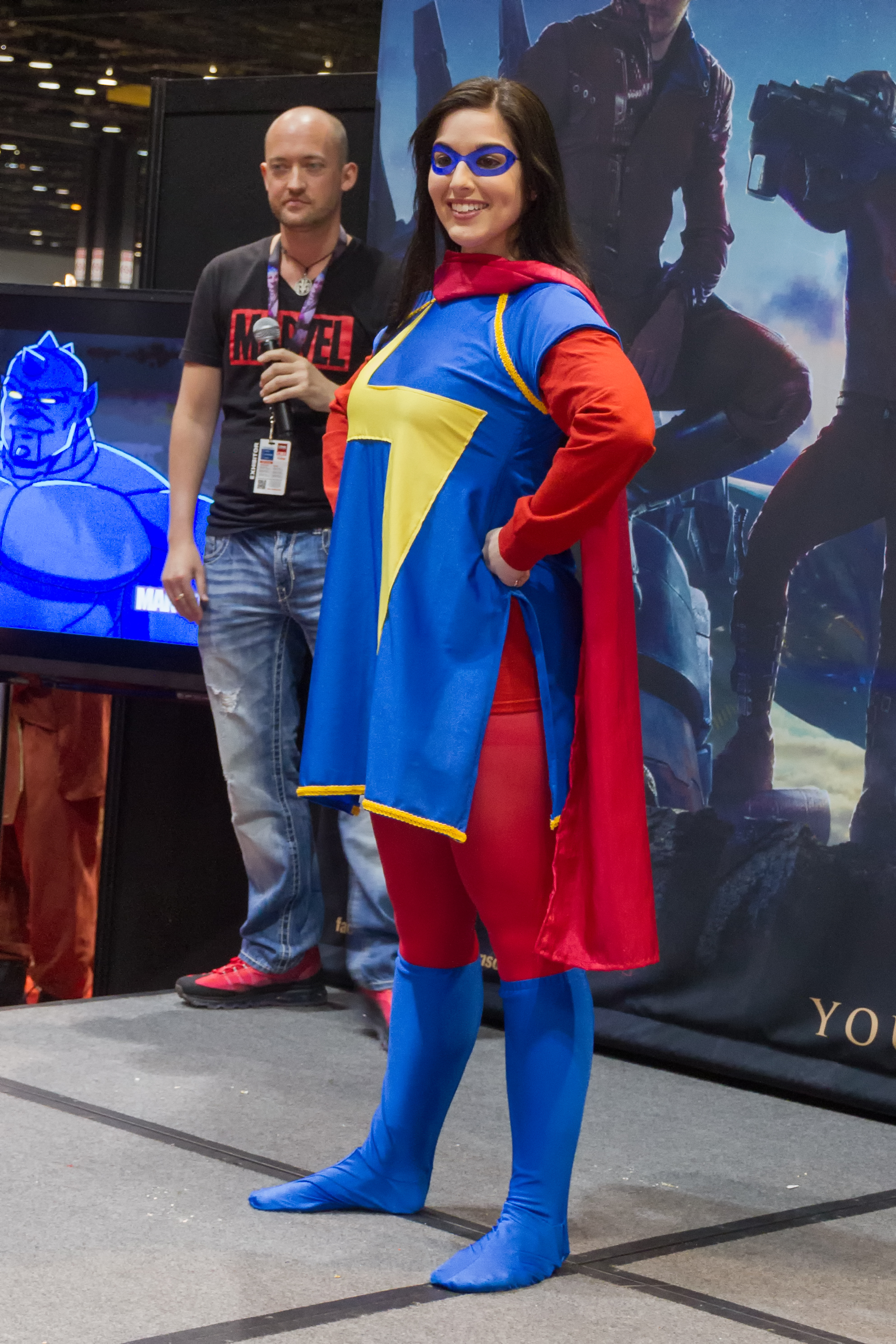
Una cosplayer di Kamala Khan nel 2014 al Chicago Comic & Entertainment Expo

Wilson aveva già fatto alcune incursioni nell'industria dei comics americani, avendo lavorato in precedenza su titoli come Superman e Vixen. Ricevette un'e-mail per un'intervista con David Gabriel, vicepresidente senior della Marvel Entertainment. A quel punto Wilson aveva quasi finito con il suo secondo romanzo. Le fu offerto di co-creare una nuova versione di Ms. Marvel chiamata Kamala Khan insieme a Sana Amanat, regista ed editor della Marvel Entertainment. Il processo di creazione di Kamala fu dettagliato, entrambe le artiste desideravano creare un'adolescente americana musulmana. Prima di optare per il suo retaggio pakistano, le due discussero l'idea di farla diventare una ragazza somalo-americana. Durante la creazione di Kamala come personaggio, il duo si aspettava feedback negativi non solo da persone anti-musulmane, ma anche da musulmani che credevano che Kamala dovesse essere ritratta in un certo modo. Il lavoro si concentrò anche sui dettagli più piccoli; Wilson non credeva che Kamala avrebbe dovuto indossare un hijab perché la maggior parte delle ragazze adolescenti musulmane americane non lo indossa. Nonostante i loro timori iniziali, Kamala fu accolta positivamente. Alcune fonti l'hanno descritta come un personaggio con cui è facile relazionarsi, paragonandola persino a un novello Peter Parker. Altri hanno persino visto Kamala come un simbolo di uguaglianza e rappresentatività tra le diverse religioni.

## Riconoscimenti

### Premi
- 2012 – Middle East Book Award—Youth Literature: Alif the Unseen[37]
- 2013 – Pacific Northwest Booksellers Association Award—Regional Book: Alif the Unseen[38]
- 2013 – World Fantasy Award—Novel: Alif the Unseen[39]
- 2014 – Broken Frontier Awards—Best Writer, Mainstream[40]
- 2015 – Hugo Award—Best Graphic Story: Ms. Marvel[41]
- 2016 – Dwayne McDuffie Award for Diversity in Comics: Ms. Marvel[42]
- 2019 - American Book Award: Ms. Marvel[43]

### Candidature
- 2009 – Eisner Awards—Best New Series: Air, di G. Willow Wilson e M. K. Perker (Vertigo/DC)[44]
- 2012 – Flaherty-Dunnan First Novel Prize—First Novel (finalista): Alif the Unseen[45]
- 2013 – Baileys Women's Prize for Fiction—Fiction: Alif the Unseen[46]
- 2013 – John W. Campbell Memorial Award—Novel (terzo posto): Alif the Unseen[47]
- 2013 – Locus Award—First Novel: Alif the Unseen[48]
- 2015 – Eisner Awards: Best New Series: Ms. Marvel, di G. Willow Wilson e Adrian Alphona (Marvel)[49]
- 2015 – Eisner Awards: Best Writer[49]
- 2015 – Dwayne McDuffie Award for Diversity: Ms. Marvel, di G. Willow Wilson e Adrian Alphona (Marvel)[50]
- 2015 – Harvey Awards: Best Writer[51]
- 2015 – Harvey Awards: Best New Series: Ms. Marvel[51]
- 2016 – Eisner Awards: Best Writer[52]

## Opere

### Fumetti

#### AiT/Planet Lar
- Negative Burn vol. 2 #7–10, "Aces" (con Shannon Eric Denton e Curtis Square-Briggs raccolto in Aces: Curse Of The Red Baron (2008, ISBN 1-932051-52-X)

#### Dark Horse Comics/Berger Books
- Invisible Kingdom #1–in corso (con Christian Ward, da ottobre 2019)

#### DC Comics
- Batman Black and White
  - "Metamorphosis" (con Greg Smallwood, in #1, 2020)
- The Outsiders: Five of a Kind – Metamorpho/Aquaman #1, "Rogue Elements" (con Joshua Middleton, August 2007) raccolto in Outsiders: Five of a Kind (2008, ISBN 1-4012-1672-2)
- Vixen: Return of the Lion (miniserie) (ottobre 2008 – febbraio 2009)
- Superman #704, 706 (con Leandro Oliveira e Amilcar Pinna, 2010) raccolti in Superman: Grounded Vol. 1 (2011, ISBN 1-4012-3075-X)
- Wonder Woman #58-72, 74-81 (con Cary Nord, Alejandro Germánico, Emanuela Lupacchino, e Jesús Merino, 2018-2019)

##### Vertigo
- Cairo (graphic novel, con M.K. Perker, novembre 2007 ISBN 1-4012-1140-2)
- Air (agosto 2008 – agosto 2010)
  - Volume 1: Letters from Lost Countries (2009, ISBN 1-4012-2153-X)
  - Volume 2: Flying Machine (2009, ISBN 1-4012-2483-0)
  - Volume 3: Pureland (2010, ISBN 1-4012-2706-6)
  - Volume 4: A History of the Future (2011, ISBN 1-4012-2983-2)
- The Unexpected, "Dogs" (antologia, with Robbi Rodriguez, ottobre 2011) raccolto in The Unexpected (2013, ISBN 1-4012-4394-0)

#### Marvel Comics
- Girl Comics vol. 2 #1, "Moritat" (conMing Doyle, marzo 2010).
- Women of Marvel #1, "Thrones" (con Peter Nguyen, novembre 2010)
- Mystic vol. 2 (miniserie di 4 albi, con David López, agosto–novembre 2011, raccolta in The Tenth Apprentice (2012, ISBN 0-7851-5608-9)
- Ms. Marvel vol. 3 #1–19 (con Adrian Alphona, febbraio 2014 – ottobre 2015
- Ms. Marvel vol. 4 #1-38 (novembre 2015 – aprile 2019)
- X-Men vol. 4 #23–26 (gennaio 2015 – aprile 2015)
- A-Force vol. 1 (miniserie di 5 albi con  Marguerite Bennett e Jorge Molina, maggio–ottobre 2015, raccolta in Volume 0: Warzones! (2015, ISBN 0-7851-9861-X)
- A-Force vol. 2, #1–4 (gennaio–aprile 2016)
- All-New, All-Different Avengers Annual #1, "Internet Randos" (conMahmud Asrar, agosto 2016)
- Generations: Ms. Marvel #1 (con Paolo Villanelli, settembre 2017) raccolto in Generations (2017, ISBN 1-3029-0847-2)

### Romanzi
- The Butterfly Mosque (autobiografia, Grove Press, giugno 2010, ISBN 1-84354-828-3)
- Alif the Unseen (Grove/Atlantic, luglio 2012)
- The Bird King (Grove Press, March 2019), ISBN 978-0-8021-2903-1